# Baie de Marvinas
La baie de Marvinas est située en Colombie-Britannique au Canada.

## Histoire
John Kendrick y crée un poste de pêche en 1788,.